# Erosão glacial

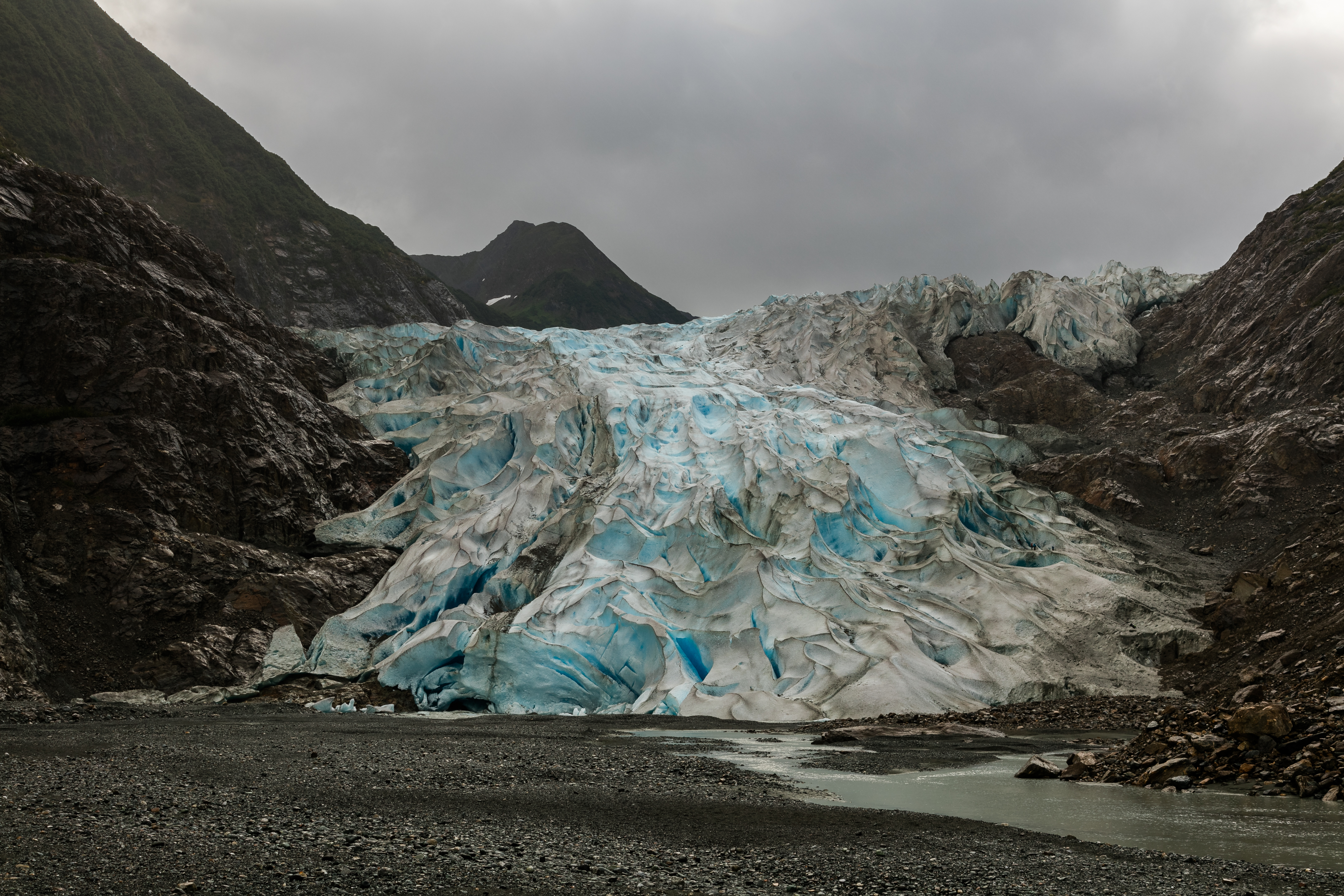
Erosão glacial na geleira Davidson, Alasca, Estados Unidos.

Erosão glacial é a erosão causada pelo gelo.
A erosão ocorre quando os blocos de gelo ou as geleiras derretem a ponto de poderem deslizar na terra .O atrito causado entre a geleira e o solo forma um tipo de erosão que tem um formato em" V ", depois de um tempo, a erosão glacial que deu origem a um formato de um "V" pode virar um "U". As grandes geleiras ou glaciares se formam nas porções mais elevadas do relevo e descem lentamente em direção ao mar ou as áreas de gelo, quando ocorrem nas encostas das altas montanhas.
À medida que esses  rios de gelo escorrem encostas abaixo, a pressão exercida por seu grande peso causa desgaste na rocha por onde passa, formando vales e fiordes.
Ocorre por conta da presença da neve e do gelo. A erosão
glacial forma os famosos fiordes – vales em forma de “U” formados pela presença
de antigas geleiras.  Nas áreas de acumulação formam-se as morainas, também chamadas morenas.